# Jindřichov (kraj morawsko-śląski)
Jindřichov (niem. Hennersdorf) – gmina w Czechach w powiecie Bruntál w kraju morawsko-śląskim, w Górach Opawskich, nad rzeką Osobłogą (czes. Osoblaha), na trasie Zlaté Hory - Osoblaha, sąsiaduje z Prudnikiem. Częścią wsi jest przysiółek Arnultovice.
Pierwsza wzmianka o miejscowości pochodzi z roku 1256. 

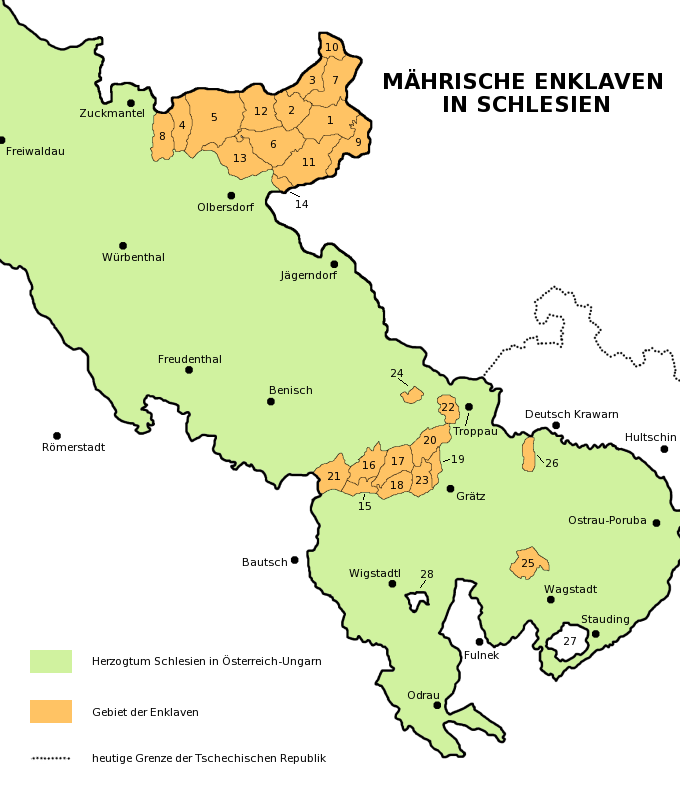
Jindřichov na mapie morawskich enklaw (oznaczony numer 5)

Wbrew nazwie m.in. stacji kolejowej Jindřichov ve Slezsku miejscowość jest jedną z historycznych enklaw morawskich występujących na terenie czeskiego Śląska.

## Zabytki
- kościół św. Mikołaja
- pałac Jindřichov z poł. XVII w.
- posąg NMP

## Podział

### części gminy
- Jindřichov
- Arnultovice

### gminy katastralne
- Arnultovice u Jindřichova
- Jindřichov ve Slezsku  '

## Osoby urodzone w Jindřichovie
- Antonín Sperlich (1818-1887), malarz[1]